# Luis Cortés
Luis Hernando Cortés Narváez (ur. 15 marca 1969) – kolumbijski zapaśnik walczący w obu stylach. Zajął jedenaste miejsce w mistrzostwach świata w 1998. Ósmy na igrzyskach panamerykańskich w 1997. Brązowy medal na mistrzostwach panamerykańskich. Mistrz igrzysk Ameryki Południowej w 1998. Srebro na igrzyskach Ameryki Środkowej i Karaibów w 1990 i brąz w 1998. Czterokrotny medalista igrzysk boliwaryjskich, złoto w 1997 i 2001. Drugi na mistrzostwach Ameryki Centralnej w 1990 roku.